# Halchowkstadion
Het Halchowkstadion (Nepalees:हलचोक मैदान) is een multifunctioneel stadion in Kathmandu, Bagmati, Nepal. In het stadion kunnen 3500 toeschouwers.
Het stadion wordt vooral gebruikt voor voetbalwedstrijden. In 2012 werden hier wedstrijden gespeeld voor AFC Challenge Cup. In 2013 werden hier wedstrijden gespeeld voor het Zuid-Aziatisch kampioenschap voetbal.